# Kirchlindach
Kirchlindach är en ort och kommun i distriktet Bern-Mittelland i kantonen Bern, Schweiz. Kommunen har 3 293 invånare (2023).
I kommunen finns även orten Herrenschwanden.